# 1267 هـ
1267 هـ هي سنة في التقويم الهجري امتدت مقابلةً في التقويم الميلادي بين سنتي 1850 و1851.

## أحداث
- الإمام فيصل بن تركي يذكر الدولة السعودية الثانية عن الشيخ محمد بن عبد الوهاب وذكرهم على مرور ستين عام من وفاته.
- الإمام فيصل بن تركي يأمر ببناء توسعة لمدينة الرس وبريدة وعنيزة والرياض.
- الأمام فيصل بن تركي يعين اخوه عبد الله وزيرا للداخلية بدلا من الأستاذ عبد الله العقيل.
- الإمام فيصل بن تركي يهدم قصر دولة بني خالد الواقعة شرق الرياض ب60كلم.
- الإمام فيصل بن تركي يصبح وزيرا للداخلية بالنيابة.

## مواليد
- أحمد كمال باشا
- بدر الدين الحسني
- عبد الحق حامد
- مارتن هرتمن
- هوتسما
- ياكب بارت

## وفيات
- داود باشا (والي بغداد)
- فراهن
- محمد بن مقرن بن سند
- عبد الله الستري.
- سفيان الوهبي.
- الشيخ محمد بن مقرن.